# Нувьон-ле-Винё
Нувьо́н-ле-Винё (фр. Nouvion-le-Vineux) — коммуна во Франции, находится в регионе Пикардия. Департамент коммуны — Эна. Входит в состав кантона Лан-2. Округ коммуны — Лан.
Код INSEE коммуны — 02561.

## Население
Население коммуны на 2010 год составляло 162 человека.
| 1962 | 1968 | 1975 | 1982 | 1990 | 1999 | 2010 |
| ---- | ---- | ---- | ---- | ---- | ---- | ---- |
| 94   | 103  | 123  | 162  | 188  | 169  | 162  |

## Экономика
В 2010 году среди 106 человек трудоспособного возраста (15—64 лет) 89 были экономически активными, 17 — неактивными (показатель активности — 84,0 %, в 1999 году было 75,2 %). Из 89 активных жителей работали 82 человека (44 мужчины и 38 женщин), безработных было 7 (5 мужчин и 2 женщины). Среди 17 неактивных 3 человека были учениками или студентами, 9 — пенсионерами, 5 были неактивными по другим причинам.